# Moron distigma
Moron distigma är en skalbaggsart som beskrevs av Francis Polkinghorne Pascoe 1858. Moron distigma ingår i släktet Moron och familjen långhorningar. Inga underarter finns listade i Catalogue of Life.